# Picuí
Picuí là một đô thị thuộc bang Paraíba, Brasil. Đô thị này có diện tích 665,57 km², dân số năm 2007 là 18987 người, mật độ 28,5 người/km².